# Stefano Cruciani
Stefano Cruciani (Macerata, 25 maggio 1979) è un pilota motociclistico italiano, ritiratosi dall'attività agonistica.
Tre volte campione italiano: vincitore della classe Supersport nel 2001 e nel 2013 e della classe Superstock 1000 nel 2009.

## Carriera
Le prime esperienze in competizioni mondiali per Cruciani risalgono al biennio 1995-1996 quando disputa sette Gran Premi nella classe 125 del motomondiale, senza però ottenere punti. Nel 2000 disputa tre gare nel mondiale Supersport con motociclette Ducati e Yamaha conquistando sei punti. Nelle stagioni seguenti, 2001 e 2002, corre sia il mondiale, dove conquista punti, che il campionato italiano Supersport, dove conquista il titolo il primo anno ed un secondo posto il secondo. Nel 2003 passa a guidare motociclette Kawasaki, chiude ventisettesimo nel mondiale e undicesimo nel campionato italiano. Continua, anche nella stagione successiva, il doppio impegno tra mondiale e campionato italiano. Nel 2004 inoltre, fa il suo esordio nel mondiale Superbike disputando, in qualità di pilota sostitutivo, il Gran Premio di Magny-Cours.
Nel 2005, oltre a disputare un altro Gran Premio nel mondiale Superbike come pilota sostitutivo per il team PSG-1 Corse, è titolare nel CIV Supersport dove chiude al terzo posto in classifica. Il 2006 vede Cruciani disputare due gare del mondiale Supersport con Honda, conquistando quattro punti; mentre nel campionato Italiano chiude all'undicesimo posto. Nel 2007 disputa due gare nel mondiale Supersport senza ottenere punti, è vice-campione italiano sempre nella Supersport e disputa quattro gare nel mondiale Superbike come pilota sostitutivo in sella ad una Suzuki GSX-R1000 K6. Nel biennio 2008-2009, con motociclette Ducati è pilota titolare nel CIV Stock 1000 conquistando un terzo posto il primo anno e il titolo nel secondo. Nella 2009 inoltre prende parte al campionato Europeo Superstock 1000 svoltosi in gara unica ad Albacete classificandosi terzo. Nel 2010 è pilota titolare nel campionato Italiano Superbike. Con una Ducati 1098R del team Barni Racing chiude la stagione al secondo posto.
Nel 2011 torna nella classe Supersport del campionato Italiano dove termina quinto. In questa stessa stagione disputa due gare in territorio italiano del mondiale conquistando sette punti. Nel 2012 conquista 19 punti disputando tre Gran Premi nel mondiale Supersport mentre nel campionato Italiano è secondo. Nel 2013 si laurea per la seconda volta campione italiano Supersport in sella ad una Kawasaki ZX-6R del team Puccetti Racing, mentre nel mondiale non ottiene punti. Nel 2014 chiude terzo nel CIV Supersport mentre nel biennio 2015-2016 è vice-campione italiano. Nel 2017, in sella ad una Honda CBR600RR, chiude la stagione all'ottavo posto del CIV Supersport. Torna a disputare delle gare nel 2019 quando, tornato in sella ad una Kawasaki, disputa quattro gare vincendone una.
Terminata la carriera agonistica, rimane nel mondo delle corse ricoprendo ruoli manageriali.

## Risultati in carriera

### Motomondiale
| 1995 | Classe | Moto            |  |  |  |  |  |    |  |    |  |  |  |  |  |  |  | Punti | Pos. |
| ---- | ------ | --------------- |  |  |  |  |  | -- |  | -- |  |  |  |  |  |  |  | ----- | ---- |
| 1995 | 125    | Honda e Aprilia |  |  |  |  |  | 21 |  | 22 |  |  |  |  |  |  |  | 0     |      |

| 1996 | Classe | Moto    |    |     |    |     |     |  |  |  |  |  |  |  |  |  |  | Punti | Pos. |
| ---- | ------ | ------- | -- | --- | -- | --- | --- |  |  |  |  |  |  |  |  |  |  | ----- | ---- |
| 1996 | 125    | Aprilia | 17 | Rit | 18 | Rit | Rit |  |  |  |  |  |  |  |  |  |  | 0     |      |

| Legenda | 1º posto        | 2º posto            | 3º posto            | A punti      | Senza punti        | Grassetto – Pole position Corsivo – Giro più veloce |
| Legenda | Gara non valida | Non qual./Non part. | Ritirato/Non class. | Squalificato | '-' Dato non disp. | Grassetto – Pole position Corsivo – Giro più veloce |

### Campionato mondiale Supersport
| 2000 | Moto            |  |  |  |  |  |    |     |  |  |  |    |  |  |  | Punti | Pos. |
| ---- | --------------- |  |  |  |  |  | -- | --- |  |  |  | -- |  |  |  | ----- | ---- |
| 2000 | Ducati e Yamaha |  |  |  |  |  | 10 | Rit |  |  |  | 16 |  |  |  | 6     | 32º  |

| 2001 | Moto   |    |    |     |     |     |     |     |    |    |     |     |  |  |  | Punti | Pos. |
| ---- | ------ | -- | -- | --- | --- | --- | --- | --- | -- | -- | --- | --- |  |  |  | ----- | ---- |
| 2001 | Yamaha | 22 | 21 | Rit | Rit | Rit | Rit | Rit | 18 | 15 | Rit | Rit |  |  |  | 1     | 35º  |

| 2002 | Moto   |     |    |     |    |     |    |   |    |    |    |    |   |  |  | Punti | Pos. |
| ---- | ------ | --- | -- | --- | -- | --- | -- | - | -- | -- | -- | -- | - |  |  | ----- | ---- |
| 2002 | Yamaha | Rit | 17 | Rit | 14 | Rit | 12 | 8 | 12 | 11 | SQ | 21 | 8 |  |  | 31    | 16º  |

| 2003 | Moto     |    |    |     |    |    |     |    |    |    |    |     |  |  |  | Punti | Pos. |
| ---- | -------- | -- | -- | --- | -- | -- | --- | -- | -- | -- | -- | --- |  |  |  | ----- | ---- |
| 2003 | Kawasaki | 17 | 22 | Rit | 22 | 16 | Rit | 10 | 16 | 20 | 20 | Rit |  |  |  | 6     | 27º  |

| 2004 | Moto     |    |    |     |     |     |     |    |    |     |  |  |  |  |  | Punti | Pos. |
| ---- | -------- | -- | -- | --- | --- | --- | --- | -- | -- | --- |  |  |  |  |  | ----- | ---- |
| 2004 | Kawasaki | 10 | 14 | Rit | Rit | Rit | Rit | 19 | 12 | Rit |  |  |  |  |  | 12    | 23º  |

| 2006 | Moto  |  |  |  |    |  |  |  |  |  |  |    |  |  |  | Punti | Pos. |
| ---- | ----- |  |  |  | -- |  |  |  |  |  |  | -- |  |  |  | ----- | ---- |
| 2006 | Honda |  |  |  | 12 |  |  |  |  |  |  | 23 |  |  |  | 4     | 34º  |

| 2007 | Moto  |  |  |  |  |  |  |  |     |  |  |  |     |  |  | Punti | Pos. |
| ---- | ----- |  |  |  |  |  |  |  | --- |  |  |  | --- |  |  | ----- | ---- |
| 2007 | Honda |  |  |  |  |  |  |  | Rit |  |  |  | Rit |  |  | 0     |      |

| 2011 | Moto     |  |  |  |  |    |  |  |  |  |   |  |  |  |  | Punti | Pos. |
| ---- | -------- |  |  |  |  | -- |  |  |  |  | - |  |  |  |  | ----- | ---- |
| 2011 | Kawasaki |  |  |  |  | 24 |  |  |  |  | 9 |  |  |  |  | 7     | 25º  |

| 2012 | Moto     |  |  |  |   |  |     |  |   |  |  |  |  |  |  | Punti | Pos. |
| ---- | -------- |  |  |  | - |  | --- |  | - |  |  |  |  |  |  | ----- | ---- |
| 2012 | Kawasaki |  |  |  | 5 |  | Rit |  | 8 |  |  |  |  |  |  | 19    | 21º  |

| 2013 | Moto     |  |    |  |     |  |  |  |  |  |  |  |  |  |  | Punti | Pos. |
| ---- | -------- |  | -- |  | --- |  |  |  |  |  |  |  |  |  |  | ----- | ---- |
| 2013 | Kawasaki |  | NP |  | Rit |  |  |  |  |  |  |  |  |  |  | 0     |      |

| Legenda | 1º posto        | 2º posto            | 3º posto           | A punti      | Senza punti        | Grassetto – Pole position Corsivo – Giro più veloce |
| Legenda | Gara non valida | Non qual./Non part. | Ritirato/Non class | Squalificato | '-' Dato non disp. | Grassetto – Pole position Corsivo – Giro più veloce |

### Campionato mondiale Superbike
| 2004 | Moto     |  |  |  |  |  |  |  |  |  |  |  |  |  |  |  |  |  |  |  |  |    |     |  |  |  |  | Punti | Pos. |
| ---- | -------- |  |  |  |  |  |  |  |  |  |  |  |  |  |  |  |  |  |  |  |  | -- | --- |  |  |  |  | ----- | ---- |
| 2004 | Kawasaki |  |  |  |  |  |  |  |  |  |  |  |  |  |  |  |  |  |  |  |  | 13 | Rit |  |  |  |  | 3     | 34º  |

| 2005 | Moto     |  |  |  |  |  |  |  |  |  |  |  |  |  |  |  |  |  |  |    |     |  |  |  |  |  |  | Punti | Pos. |
| ---- | -------- |  |  |  |  |  |  |  |  |  |  |  |  |  |  |  |  |  |  | -- | --- |  |  |  |  |  |  | ----- | ---- |
| 2005 | Kawasaki |  |  |  |  |  |  |  |  |  |  |  |  |  |  |  |  |  |  | 15 | Rit |  |  |  |  |  |  | 1     | 39º  |

| 2007 | Moto   |  |  |  |  |  |  |  |  |  |  |  |  |  |  |  |  |    |    |    |     |  |  |  |  |  |  | Punti | Pos. |
| ---- | ------ |  |  |  |  |  |  |  |  |  |  |  |  |  |  |  |  | -- | -- | -- | --- |  |  |  |  |  |  | ----- | ---- |
| 2007 | Suzuki |  |  |  |  |  |  |  |  |  |  |  |  |  |  |  |  | 15 | 18 | 16 | Rit |  |  |  |  |  |  | 1     | 33º  |

| Legenda | 1º posto        | 2º posto            | 3º posto           | A punti      | Senza punti        | Grassetto – Pole position Corsivo – Giro più veloce |
| Legenda | Gara non valida | Non qual./Non part. | Ritirato/Non class | Squalificato | '-' Dato non disp. | Grassetto – Pole position Corsivo – Giro più veloce |